# Autolack

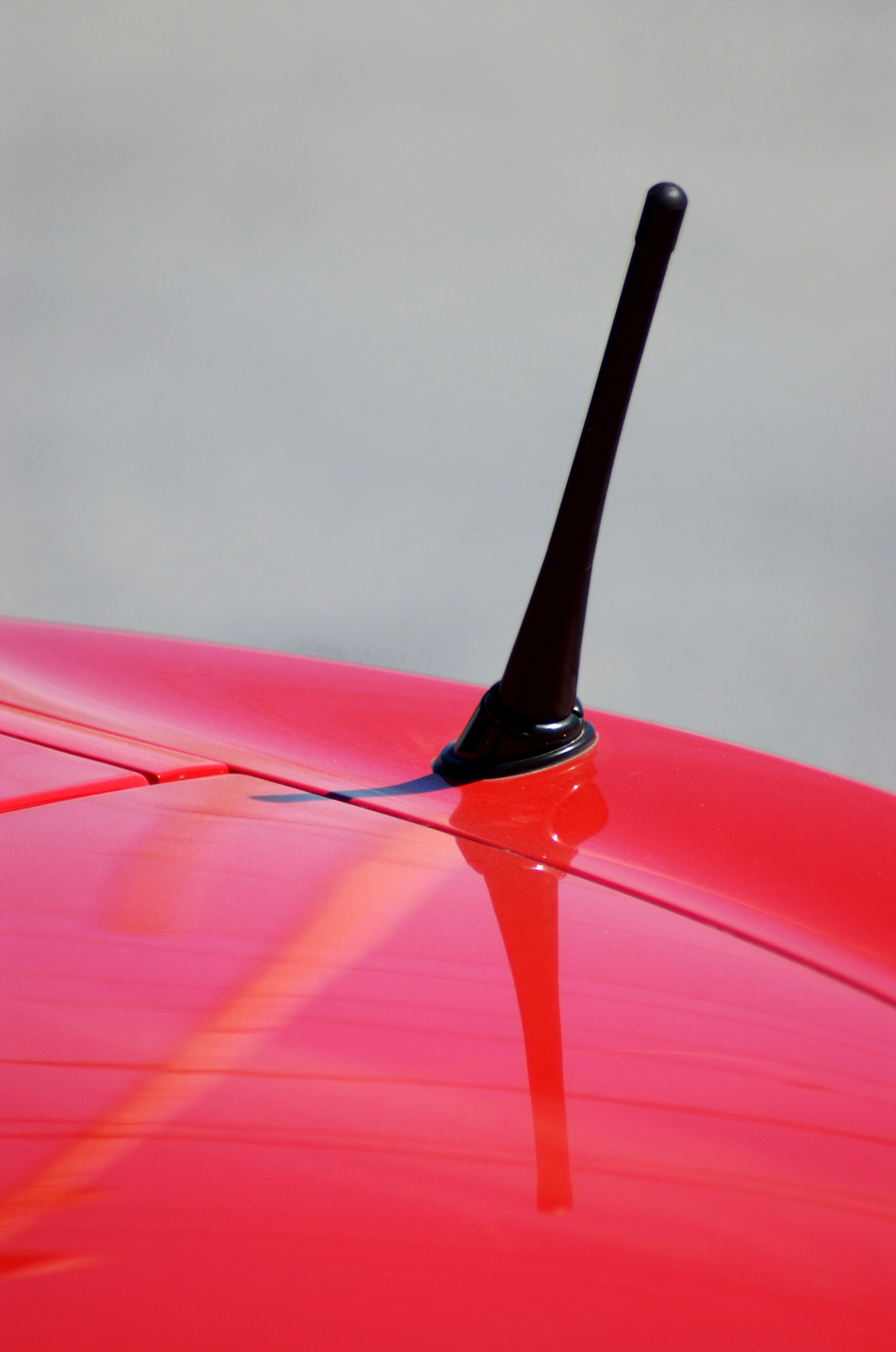
Roter Autolack im hinteren Bereich eines Pkw

Der Autolack hat, technisch betrachtet, hauptsächlich die Aufgabe, das Blech von Fahrzeugen vor Korrosion zu schützen. Darüber hinaus kommt der Lackierung auch eine Funktion beim Automobildesign zu.

## Geschichte
In der Anfangszeit des Automobils war die Lackierung ein langwieriger Vorgang, bei dem eine langsam trocknende Flüssigkeit in mehreren Schichten über mehrere Tage oder sogar Wochen auf die Karosserie aufgetragen wurde. Im Jahr 1894 führte Sherwin-Williams  mit Q.D. Coach Colors ein neuartiges schnelltrocknendes Produkt ein. Kurze Zeit später folgten speziell angepasste Füller, Lacke und Farben für Fahrzeuge, Motoren, Gussteile und Getriebegehäuse.
Ursprünglich fanden Naturlacke aus Harz, Leinöl und Terpentinöl als Lösungsmittel Verwendung. 1910 entwickelte Ludwig Berend das erste öllösliche Lackkunstharz, das nach dem Ersten Weltkrieg als Kolophoniumharz wesentlich verbessert (vor allem schneller trocknend) durch die Dr. Kurt Albert GmbH in Mainz-Amöneburg unter dem Namen Albertol produziert wurde.
Mit dem Beginn der Serienproduktion in den 1920er Jahren musste auch die Chemie schneller werden, und die schnell trocknenden Nitrocelluloselacke revolutionierten dann Mitte der 1920er Jahre die Autolackierung weltweit. Diese trockneten zwar schnell, erforderten jedoch eine aufwändige Hochglanzpolitur.
Daher wurde 1929 in den USA die ersten Alkydharze auf den Markt gebracht. Bei diesen Lacken entfiel die Politur und sie boten auch schon einen guten Schutz gegen chemische, mechanische und umweltbedingte Einflüsse. Großtechnisch erfolgte die Anwendung in den 1960er Jahren.
Mitte der 1950er-Jahre kombinierte ein amerikanischer Hersteller erstmals schnell trocknende Acryllacke mit hochglänzenden Emaille-Lacken und entwickelte den ersten Acryl-Emaille-Lack, welcher die Eigenschaften beider Systeme in sich vereinigte.
In den 1980er und 1990er Jahren wurden hauptsächlich 2-Komponenten-Acrylharze als Bindemittel eingesetzt, die mit einem Isocyanat-Härter vernetzt eine lange Haltbarkeit, gute Verarbeitung, exzellenten UV-Schutz und hohe Beständigkeit z. B. gegen Kraftstoffe, Säuren, Steinschläge etc. auszeichnet.
Gleichzeitig wurden in der Serienproduktion und mittlerweile auch in der Reparatur von Autos Lacke auf Wasserbasis eingesetzt; bisher waren die Harze und Pigmente immer in Lösemitteln gelöst. Durch das Verdunsten der organischen Lösemittel bzw. des Wassers setzen sich Harze und Pigmente ab, bei Zweikomponenten-Systemen werden diese durch Zugabe von Härtern (i. d. R. Isocyanaten) vernetzt und bilden eine harte und belastbare Oberfläche.
Seit einigen Jahren werden hier vermehrt Pulverharze eingesetzt.
Beginnend mit 1999 wurde in der EU und Deutschland der Verkauf von Lacken mit hohem Lösemittelanteil (Flüchtige organische Verbindungen) eingeschränkt, siehe Decopaint-Richtlinie.

## Einteilung
Einkomponentige Systeme wie Nitrolacke und Alkydharz-Lacke trocknen an der Luft und härten dabei aus, zweikomponentige Systeme (z. B. Acrylharz-Basis) nur durch Zugabe von Härtern.
Weiter wird unterschieden zwischen ein- und mehrschichtigen Systemen. Beim Einschichtverfahren wird lediglich ein Decklack aufgebracht, welcher mit einem Härter versetzt ist. Dies ist kostengünstig, bietet aber nur geringen Schutz gegen UV-Strahlung, mechanische Beanspruchung etc. Daher wird dieses Verfahren im Kfz-Bereich praktisch nicht mehr angewandt. Für lackierte Metallteile in Räumen haben Decklacke weiterhin ihre Berechtigung.
Beim Mehrschichtverfahren ist das farbgebende Material, der Basislack, eine ungeschützte Pigmentschicht, die wie Wasserfarbe trocknet und dabei auch matt wird. Mehrere Schichten Basislack sind möglich, bei Effektlacken sind sie unerlässlich. Abschließend wird ein i. d. R. zweikomponentiger Klarlack aufgetragen, der eine glänzende und hochfeste Schutzschicht über der Farbschicht bildet. Bei stärkeren beanspruchten Flächen sind mehrere Klarlackschichten möglich. Der Klarlack ist vor allem bezüglich UV-Schutz, Kratzfestigkeit und mechanischem Schutz den Einschicht-Systemen deutlich überlegen. Metalliclacke sind nur im Mehrschichtverfahren möglich.
Unilackierung oder kurz Unilack wird als Sammelbezeichnung für einfarbige Decklackierungen ohne Metalleffektpigmente oder andere Effektpigmente verwendet. Sie wird entweder als einschichtiger Decklack oder als zweischichtiger Lackaufbau aus Basislack und Klarlack durch eine Naß-in-naß-Lackierung aufgetragen.
Roter Autolack war anfälliger gegen Verbleichen als alle anderen Farben.
Als Alternative zur teuren und dünnschichtigen Lackierung wird (z. B. bei Felgen, Fahrwerksteilen, Motorradrahmen) oft auch die Pulverbeschichtung eingesetzt.

## Aufbau
Der klassische Aufbau des Lacks sieht so aus:

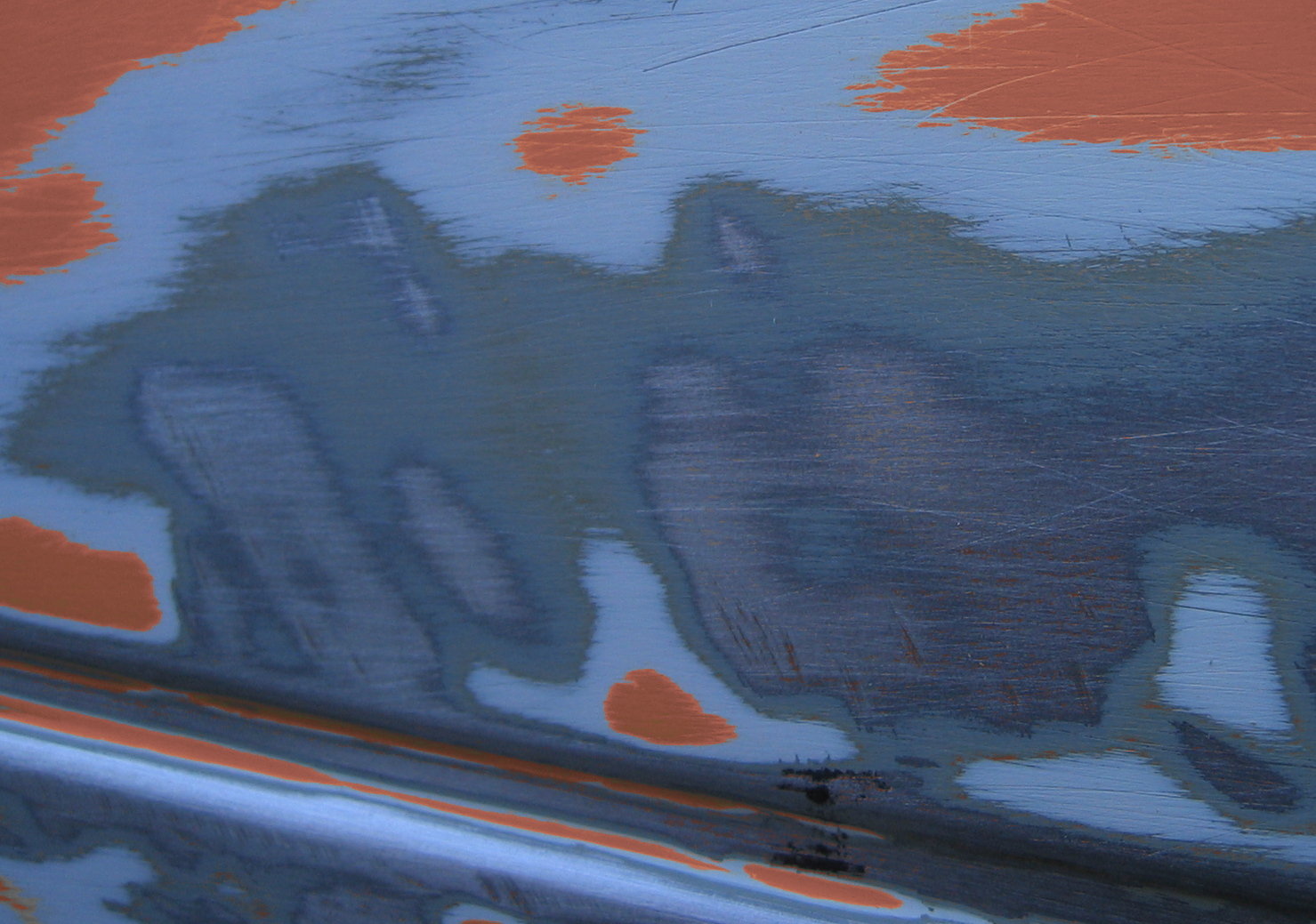
Bis aufs Blech durchgeschliffener Autolack zeigt den Aufbau
Umgewandelter Rost
Metall
Passiviertes Metall
Grundierung
Füller / Spritzspachtel
Farblack

1. Vorbehandlung: Die Karosserie wird in verschiedene Phosphatsalzlösungen besprüht oder getaucht. Es bildet sich eine kristalline Metall-Phosphat-Schicht.
2. Grundierung: Auf das phosphatierte Blech wird eine Korrosionsschutz-Grundierung aufgetragen, die zu einer sehr guten Haftung mit dem Blech führt und damit Korrosion verhindert bzw. verlangsamt. Durch elektrolytische Abscheidung können auch unzugängliche Ecken zuverlässig grundiert werden. (→ KTL-Beschichtung)
3. Füller: Der Füller hat die Aufgabe, Unebenheiten im Untergrund „aufzufüllen“, damit diese nicht anschließend in der sehr dünnen Decklackierung sichtbar werden. Neben dem Abdecken der Rauigkeit schützt der Füller die darunterliegende Schicht vor UV-Strahlung und bringt Flexibilität für den sogenannten Steinschlagschutz.
4. Basislack: Die farbgebende Schicht, heute in der Regel wasserverdünnbar und häufig mit Effektpigmenten z. B. Metallic, Perleffekt, farbwechselnden Effekten je nach Lichteinfall etc. versehen.
5. Klarlack: Wird als letzte Schicht aufgetragen und schützt den gesamten Aufbau gegen mechanische, chemische und umweltbedingte Belastungen. (→ Acryl-Harze)

Reparaturlackierung: Für die Beschichtung werden hier Systeme verwendet, die bei normaler Umgebungstemperatur aushärten.

## Hersteller
Durch Expansion und Akquisitionen, wie die von Valspar für 8,9 Milliarden Dollar und unter anderem Gross & Perthun ist Sherwin Williams nun mit über 23 Milliarden Umsatz im Jahr 2023 der weltweit größte Hersteller von Beschichtungslösungen. Die Hauptmarken des Konzerns im Automotive Bereich sind Ultra 9K, 
DeBeer Refinish, Octoral und Spralac. Weitere bekannte Hersteller von Autoreparaturlacken sind zum Beispiel die Marken Standox, Spies Hecker und Cromax (ehem. DuPont Refinish), die alle zu Axalta Coating Systems (ehem. DuPont Performance Coatings) gehören, Glasurit und R-M, die zum BASF-Konzern gehören, PPG, Nexa (früher ICI) und Max-Meyer, die zur PPG-Gruppe (ebenfalls USA) gehören, Sikkens und Lesonal, beide Teil der Akzo Nobel-Gruppe (Niederlande), sowie das konzernunabhängige Unternehmen Lechler in Italien.